# Wayne Newton
Wayne Newton, nato Carson Wayne Newton e poi divenuto noto come Mr. Las Vegas (Norfolk, 3 aprile 1942), è un cantante e attore statunitense.

## Biografia
Nacque in Virginia da Patrick e Evelyn Marie "Smith". Nel corso della sua carriera ha tenuto oltre 30.000 concerti a Las Vegas nell'arco di circa 40 anni, guadagnandosi il soprannome di Mr. Las Vegas. Fra i suoi maggiori successi si ricordano Daddy Don't You Walk So Fast (giunto al #4 su Billboard nel 1980, e la versione vocale di Red Roses for a Blue Lady (1965). È noto al grande pubblico anche per la canzone Danke Schoen, che portò al successo nel 1963.
Oltre alla principale attività di cantante è stato anche attore in diversi film. È stato interprete anche della canzone Heart, della quale Rita Pavone fece la sua fortunata cover Cuore (testo italiano di Carlo Rossi), ripresa anche da Lucia Cavallari e gli Enigmisti, nel 1963 (Nuova Enigmistica Tascabile, N. 466).

## Discografia

### Singoli
| Anno | Singolo                                       | Posizione | Posizione | Posizione  |
| Anno | Singolo                                       | US        | US AC     | US Country |
| ---- | --------------------------------------------- | --------- | --------- | ---------- |
| 1963 | "Heart" (con The Newton Bros.)                | 82        |           |            |
| 1963 | "Danke Schoen" (con The Newton Bros.)         | 13        | 3         |            |
| 1963 | "Shirl Girl" (con The Newton Bros.)           | 58        | 18        |            |
| 1964 | "I'm Looking Over a Four Leaf Clover"         | 123       |           |            |
| 1964 | "The Little White Cloud That Cried"           | 99        |           |            |
| 1964 | "Only You"                                    | 122       |           |            |
| 1965 | "Comin' On Too Strong"                        | 65        |           |            |
| 1965 | "Red Roses For a Blue Lady"                   | 23        | 4         |            |
| 1965 | "I'll Be With You In Apple Blossom Time"      | 52        | 17        |            |
| 1965 | "Summer Wind"                                 | 78        | 9         |            |
| 1965 | "Remember When"                               | 69        | 15        |            |
| 1965 | "Some Sunday Morning"                         | 123       | 23        |            |
| 1966 | "Stagecoach To Cheyenne"                      | 113       | 23        |            |
| 1966 | "Games That Lovers Play"                      | 86        | 22        |            |
| 1967 | "Sunny Day Girl"                              |           | 23        |            |
| 1967 | "Summer Colors"                               |           | 20        |            |
| 1967 | "Through the Eyes of Love"                    |           | 26        |            |
| 1967 | "Love of the Common People"                   | 106       | 33        |            |
| 1968 | "All the Time"                                |           | 26        |            |
| 1968 | "Dreams of the Everyday Housewife"            | 60        | 14        |            |
| 1968 | "Husbands and Wives"                          |           | 28        |            |
| 1969 | "(I Guess) The Lord Must Be In New York City" |           | 28        |            |
| 1972 | "Daddy Don't You Walk So Fast"(disco d'oro)   | 4         | 3         | 55         |
| 1972 | "Can't You Hear the Song?"                    | 48        | 3         |            |
| 1972 | "Anthem"                                      | 65        |           |            |
| 1973 | "Pour Me a Little More Wine"                  |           | 26        |            |
| 1973 | "While We're Young"                           | 107       |           |            |
| 1974 | "Lady Lay"                                    | 101       | 47        |            |
| 1976 | "The Hungry Years"                            | 82        | 11        |            |
| 1979 | "You Stepped Into My Life"                    | 90        |           |            |
| 1979 | "I Apologize"                                 |           | 45        |            |
| 1980 | "Years"                                       | 35        | 40        |            |
| 1989 | "While the Feeling's Good"(con Tammy Wynette) |           |           | 63         |

## Filmografia

### Cinema
- 80 Steps to Jonah , regia di Gerd Oswald (1969)
- Una pazza giornata di vacanza (Ferris Bueller's Day Off), regia di John Hughes (1986)
- 007 - Vendetta privata (Licence to Kill), regia di John Glen (1989)
- Le avventure di Ford Fairlane (The Adventures of Ford Fairlane), regia di Renny Harlin (1990)
- Destino trasversale (The Dark Backward), regia di Adam Rifkin (1991)
- Kickboxing mortale (Best of the Best 2), regia di Robert Radler (1993)
- La notte del fuggitivo (Night of the Running Man), regia di Mark L. Lester (1995)
- Las Vegas - Una vacanza al casinò (Vegas Vacation), regia di Stephen Kesslerg (1997)
- Ocean's Eleven - Fate il vostro gioco (Ocean's Eleven), regia di Steven Soderbergh – cameo (2001)
- American Party - Due gambe da sballo (Who's Your Daddy?), regia di Andy Fickman (2003)
- Se ti investo mi sposi? (Elvis Has Left the Building), regia di Joel Zwick – cameo (2004)
- Smokin' Aces, regia di Joe Carnahan – cameo (2006)

### Televisione
- Bonanza – serie TV, episodi 7x28-8x15 (1966)
- La vita secondo Jim (According to Jim) – serie TV, un episodio (2003)
- Tutto in famiglia (My Wife and Kids) – serie TV, 5x1 (2004)
- Settimo cielo (7th Heaven) – serie TV, un episodio (2004)

## Doppiatori italiani
Nelle versioni in italiano delle opere in cui ha recitato, Wayne Newton è stato doppiato da:
- Lucio Saccone in 007 - Vendetta privata
- Vittorio Amandola in Destino trasversale
- Natale Ciravolo in Ally McBeal
- Sergio Di Giulio in Tutto in famiglia
- Eugenio Marinelli in La vita secondo Jim
- Massimo Milazzo in Fallout: New Vegas